# Cryptus inquisitor
Cryptus inquisitor là một loài tò vò trong họ Ichneumonidae.